# Известия Таврического общества истории, археологии и этнографии
Изве́стия Таври́ческого о́бщества исто́рии, археоло́гии и этногра́фии (ИТОИАЭ) — ежегодное издание Таврического общества истории, археологии и этнографии, преемник ежегодника «Известия Таврической учёной архивной комиссии», выходившее в Симферополе с 1927 по 1930 год.

## Общие сведения
Ежегодное издание «Известия Таврического общества истории, археологии и этнографии», выпускавшееся Таврическим обществом истории, археологии и этнографии, являлось преемником ежегодника «Известия Таврической учёной архивной комиссии». Всего увидело свет четыре номера. Их редактором был учёный секретарь общества Н. Л. Эрнст.

## Содержание номеров
Первый номер ежегодника был посвящён 70-летнему юбилею председателя Таврического общества А. И. Маркевичу, 50-летию его научной деятельности и 40-летию со дня образования Таврической Учёной Архивной Комиссии.
На страницах Известий Таврического общества истории, археологии и этнографии публиковались сообщения и доклады членов общества на темы истории, археологии, источниковедения, литературоведения, этнографии, краеведения и т. п., касающиеся преимущественно античного и средневекового Крыма. Среди авторов были Б. Греков, С. Жебелёв, Н. Марр, А. Маркевич, А. Самойлович, А. Соболевский, В. Пархоменко.
Ежегодник также публиковал татарские и караимские фольклорные записи, описания путешествий П. Палласа, Д. де Монпере, воспоминания С. Платонова, перевод научных трудов по истории Крыма И. Тунманна.
Первые три выпуска ежегодника сохраняли классические научные традиции исторического краеведения. В последнем, 4-м томе, посвящённом 10-летию установления советской власти в Крыму, преобладали статьи с политической окраской, о революционных событиях и Гражданской войне.